# Messor striatifrons
Messor striatifrons är en myrart som beskrevs av Hermann Stitz 1923. Messor striatifrons ingår i släktet Messor och familjen myror. Inga underarter finns listade i Catalogue of Life.